# Svartingen
Svartingen är en sjö i Norrtälje kommun i Uppland och ingår i Norrtäljeån-Åkerströms kustområde. Sjön har en area på 0,0765 kvadratkilometer och ligger 8,9 meter över havet.

## Delavrinningsområde
Svartingen ingår i det delavrinningsområde (661702-165900) som SMHI kallar för Mynnar i havet. Medelhöjden är 29 meter över havet och ytan är 27,15 kvadratkilometer. Räknas de 3 avrinningsområdena uppströms in blir den ackumulerade arean 85,93 kvadratkilometer. Avrinningsområdets utflöde Bergshamraån (Bodalsån) mynnar i havet. Avrinningsområdet består mestadels av skog (63 procent) och jordbruk (21 procent). Avrinningsområdet har 0,33 kvadratkilometer vattenytor vilket ger det en sjöprocent på 1,2 procent. Bebyggelsen i området täcker en yta av 1,51 kvadratkilometer eller 6 procent av avrinningsområdet.